# Буба (роман)
Буба (пол. Buba) — молодіжний сімейно-побутовий роман польської письменниці Барбари Космовської, написаний у 2002 році.

## Сенс назви
Головну героїню називають Бубою, хоч вона має інше ім'я. Назва викликає дитячі асоціації, адже в перекладі з дитячої мови буба (вава) означає набиті гулі, без яких не обходиться жодне дитинство, бо на них дитина здобуває життєвий досвід.

## Історія створення
У романі авторка використовує певні власні думки, спогади. Письменниця зізнавалась, що у підлітковому віці мала проблеми з батьками і ровесниками, тому вона вирішила написати книгу про життя підлітків. Щось від Космовської Барбари у Буби, щось у матері героїні. Коли письменниця писала «Бубу», зумисне зробила маму дівчинки письменницею.   Таким чином вона намагалась себе скарикатуризувати. У інтерв'ю вона заперечувала, що знала, у якій школі і в якому класі вчаться доньки, хоч і не відвідувала батьківські збори.

## Сюжет
Роман про життя польської шістнадцятирічної дівчинки, яку всі кличуть Бубою.  Вона мешкає разом із «зірковими» батьками, яким за кар'єрою не вистачає часу на доньку.  Буба навчається в ліцеї, живе з батьками і дідом. Хатня робітниця Барташова допомагає по господарству. У гості приходять    сусіди Маньчаки, баба Рита і сестра Олька з сином та чоловіком. Звичайне життя, у якому мало спілкування і порозуміння з рідними. 
Буба  нагадує дівчину із сусідньої вулиці або з нашого під’їзду чи однокласницю. У першій частині роману Буба не збирається виростати й дорослішати, а в другій частині вона помітно змінюється. Змінюються і її погляди на життя. 
Твір позитивно налаштовує і змушує повірити у можливість щастя.

## Проблематика
Авторка піднімає низку важливих проблем: наркоманія, алкоголізм, ігроманія, інтернет-залежність, анорексія, бідність. Підлітки є самотніми, невпевненими в собі, вважають своє тіло недосконалим, їх легко заманити до сект.
У романі розглядається проблема пияцтва, з якою стикаються діти алкоголіків. Бубина подруга Агата приходить на уроки із синцями і дуже соромиться свого батька-пияка.
Упродовж  роману зображено певну занедбаність родинних цінностей, а наприкінці  позиції героїв змінюються. Вони   цінують одне одного і шанують родинні стосунки.
Родина Маньчаків всиновлює дитину і тепер вони дбають не лише про власні інтереси.

## Образ героїні
Справжнє ім'я Буби — Агнешка. Дівчині 16 років, вона не була ні дуже вродливою, ані дуже негарною, ані дуже високою, ні дуже низькою. Вона нічим не вирізнялася серед своїх ровесників, такі ж самі джинси і мартенси. Вона — донька «зіркових» батьків. Її мама Марися — відома письменниця, яка пише жіночі романи, а тато — ведучий телепрограм про людські долі. Дід Генрик, який живе з ними, усі гроші програє в спортлото та захоплюється картами. Живе в Польщі, вул. Звіринецька, третій поверх, навчається у ліцеї ім. Костюшка в 1-А класі.  
Дівчинка позитивна: вона старанно вчиться, чемна, має зразкового хлопця, допомагає вирішувати клопоти сестрі, слухає симфонічну музику, виграє на чемпіонаті з бриджу. Вона хвилюється за азартного дідуся, переймається проблемами  непрактичного батька і вирішує багато питань замість мами-авантюристки. Всупереч всьому дівчинка  продовжує любити їх. Буба — не типова сучасна дівчинка, а вигадана. Її авторитетом є не дорослі з їхніми проблемами, а ровесники, музичні кумири.

## Інші персонажі
Батько Павел, мати Марися, дідусь Генрик, бабуся Рита, сестра Олька; Однокласники — Мілош, Агата, Адась та його дівчина Йолька.
Батьки Агнешки прагнуть, щоб дитина була гарно вихована, але їм бракує часу чи мудрості приділяти більше часу дитині,   спробувати зрозуміти її проблеми. Батько Буби мало спілкується з донькою, здебільшого їхні розмови короткотривалі. Дорослі надто зайняті собою та  кар’єрою. Вони не спілкуються, говорять неправду, дратуються, у них немає часу для себе. Батьки дівчинки краще почуваються за межами родини, на роботі.
Сестра Ольга постійно намагається оволодіти котроюсь із популярних професій. То вона хоче стати моделлю, то зіркою кіно.  Мати, авторка  «провальних» романів, постійно впадає у крайнощі. То вона невпинно пише, то вдягається по-підлітковому й фанатично займається фітнесом, то намагається помолодшати, то переймається модними релігійними віяннями.
Найближчі стосунки у дівчинки не з батьками, а з дідусем Генриком, бо він має час, на відміну від батьків і безкорисливо її підтримує. Генрик, як і дідусі- бабусі, вміє просто любити, нічого не очікуючи натомість. У його житті  є порожнеча, яку чудово заповнює Буба. Це сприяє  взаємним стосункам.
Подружжя Маньчаків мешкає поруч із головною героїнею,  кілька разів на тиждень  приходять до сусідів зіграти у бридж. Вони живуть у своє задоволення.

## Художні особливості
Авторка використовує комічні ситуації, в яких опиняються герої. Гумор в'їдливий, але зовсім не образливий,   тверезий.

## Відзнаки
- Роман про шістнадцятирічну дівчину Бубу, яка носить джинси і мартенси, любить слухати класичну музику і грати у бридж, посів перше місце у загальнопольському конкурсі романів для дітей та юнацтва «Повір у силу фантазії».

## Видання в Україні
- Барбара Космовська. «Буба». — Львів: Урбіно, 2010 Божена Антоняк